# Villi aracnoidei
Dall'aracnoide partono delle trabecole (villi aracnoidei), che sono piccole protrusioni che attraversano la dura madre fino ai seni venosi del cervello, e che consentono al liquido cefalo-rachidiano di uscire dallo spazio subaracnoideo ed entrare all'interno dei seni venosi del cervello, e quindi nel flusso sanguigno.